# 아이폰 15 프로
아이폰 15 프로(iPhone 15 Pro)와 아이폰 15 프로 맥스(iPhone 15 Pro Max)는 애플이 설계하고 개발하고 판매하는 스마트폰이다. 아이폰 14 프로의 뒤를 잇는 17세대 아이폰이다. 이 기기는 2023년 9월 12일에 캘리포니아 쿠퍼티노에 있는 애플 파크에서 열린 애플 이벤트에서 아이폰 15 및 아이폰 15 플러스, Apple Watch Series 9 및 Apple Watch Ultra 2와 함께 발표되었다. 예약 주문은 9월 15일에 시작되었으며 2023년 9월 22일에 출시되었다.

## 역사
많은 루머에서 애플이 이전에 애플 워치 울트라를 선보였기 때문에 iPhone 15 Pro Max가 iPhone 15 Ultra로 이름이 변경되었을 수 있다고 했다. 그러나 행사 직전에 새로운 루머는 6.7인치 모델의 "Pro Max"라는 이름을 고수할 것이라고 했다.

## 사양

### 하드웨어
아이폰 15 및 15 플러스와 마찬가지로 15 프로 및 프로 맥스도 유럽연합의 무선 장비 지침(Radio Equipment Directive)에서 스마트폰에서 USB-C 커넥터의 사용을 의무화하는 것을 준수하기 위해 독점적으로 사용한 라이트닝 커넥터를 USB-C로 교체했다. 애플은 이미 2018년에 출시된 아이패드 프로 3세대에서 휴대용 기기에 USB-C를 도입했다.
아이폰 15 프로 및 프로 맥스는 AV1 비디오 하드웨어 디코딩을 지원한다.

#### 칩셋
아이폰 15 프로 및 프로 맥스는 A17 Pro 단일 칩 시스템(SoC)이 탑재되어 있다. 이는 TSMC의 N3B 제조 공정을 기반으로 구축되었다. 하드웨어 가속 광선 추적을 추가한 재설계된 애플이 만든 그래픽 처리 장치(GPU)가 특징이다. 공개 행사에서 애플은 《데스 스트랜딩》, 《바이오하자드 빌리지》 및 곧 출시될 《어쌔신 크리드 미라지》와 같이 원래 콘솔과 PC용으로 설계된 모든 게임이 향후 iOS에 출시될 것이라고 발표했다.

#### 디자인
아이폰 15 프로와 아이폰 15 프로 맥스의 테두리는 티타늄으로 만들어졌다. 색상은 내추럴 티타늄, 블루 티타늄, 화이트 티타늄, 블랙 티타늄으로 출시된다.
| Color | Name          |
| ----- | ------------- |
|       | 내추럴 티타늄 |
|       | 블루 티타늄   |
|       | 화이트 티타늄 |
|       | 블랙 티타늄   |

#### 충전 및 전송 속도
아이폰 15 프로 및 아이폰 15 프로 맥스는 USB 3.0 전송 속도(최대 10Gbps / 1.25Gbps)를 지원하는 USB-C를 사용한다. 이는 USB 2.0 전송 속도(최대 480Mbps / 60MBps)를 지원하는 아이폰 14 프로 및 아이폰 15/15 플러스 기본 모델보다 향상된 기능이다.

#### 비디오 출력
모든 아이폰 15 모델은 최대 4K 해상도의 HDR을 갖춘 USB-C 비디오 출력을 통한 DisplayPort 대체 모드를 지원한다.
이전 아이폰 모델(아이폰 5부터 아이폰 14 프로까지)은 라이트닝 커넥터의 기술적 제약으로 인해 라이트닝 디지털 AV 어댑터로 최대 지원 해상도가 1600 x 900(1080p 미만)이었다.

#### 동작 버튼
아이폰 15 프로와 아이폰 15 프로 맥스는 음소거 스위치 대신 동작 버튼을 갖추고 있다. 동작 버튼의 기능은 사용자가 지정할 수 있다. 기본적으로 동작 버튼은 무음 모드로 전환된다. 다른 옵션으로는 카메라 열기, 음성 메모 녹음 또는 집중 모드 전환 등이 있다.

### 소프트웨어
아이폰 15 프로와 아이폰 15 프로 맥스는 iOS 17과 함께 출시된다.

## 문제점
이미지 잔상이 남는 번인 현상이 발생하고 있다는 보고가 있다.

## 갤러리
- iPhone 15 Pro
- iPhone 15 Pro Max
- iPhone 15 프로 시리즈